# Domenico Modugno
Domenico Modugno (ur. 9 stycznia 1928 w Polignano a Mare, zm. 6 sierpnia 1994 w Lampedusie) – włoski piosenkarz, kompozytor i aktor, członek włoskiego parlamentu, dwukrotny laureat Nagrody Grammy za rok 1958 w kategoriach: nagranie i piosenka roku za utwór „Nel blu dipinto di blu (Volare)”, czterokrotny zwycięzca Festiwalu Piosenki Włoskiej w San Remo (1958, 1959, 1962, 1966), zwycięzca Festiwalu Piosenki Neapolitańskiej (1964), trzykrotny reprezentant Włoch podczas Konkursu Piosenki Eurowizji (1958, 1959, 1966).

## Życiorys

### Kariera muzyczna
W 1958 roku Domenico Modugno wziął udział w 8. Festiwalu Piosenki Włoskiej, podczas którego, razem z Johnnym Dorellim, zaśpiewał utwór „Nel blu dipinto di blu”. Para zajęła ostatecznie pierwsze miejsce. W tym samym roku wokalista reprezentował tym singlem Włochy podczas 3. Konkursu Piosenki Eurowizji. W finale konkursu, który odbył się 12 marca w holenderskim Studio AVRO w Hilversum, zdobył 13 punktów, zajmując ostatecznie trzecie miejsce w ogólnej klasyfikacji. Utwór, znany także jako „Volare”, otrzymał dwie Nagrody Grammy w kategoriach: nagranie i piosenka roku 1959.

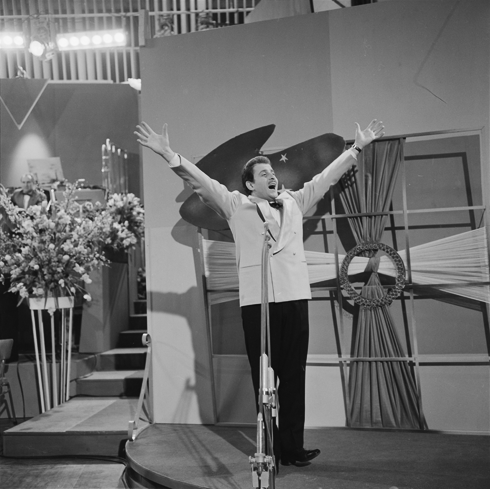
Domenico Modugno podczas 3. Konkursu Piosenki Eurowizji w 1958 roku

W 1959 roku wokalista ponownie zgłosił się do udziału w Festiwalu Piosenki Włoskiej, podczas którego wykonał z Dorellim utwór „Piove (Ciao, ciao bambina)”. Ostatecznie duet zajął pierwsze miejsce, a singiel został ponownie wykonany podczas finału 4. Konkursu Piosenki Eurowizji, w którym zajął 6. miejsce z 9 punktami na koncie.
W 1960 roku Modugno zajął drugie miejsce podczas 10. edycji Festiwalu Piosenki Włoskiej z utworem „Libero”. W 1962 roku po raz czwarty wziął udział w festiwalu, tym razem w parze z Claudio Villą, z którym zajął pierwsze miejsce za wykonanie utworu „Addio, addio”. W 1964 roku Modugno zajął drugie miejsce podczas 14. edycji festiwalu, tym razem z utworem „Che me ne importa a me”. W tym samym roku wygrał Festiwal Piosenki Neapolitańskiej z piosenką „Tu sì 'na cosa grande”, wykonaną w parze z Ornellą Vanoni. W 1966 roku po raz czwarty w historii wygrał Festiwal Piosenki Włoskiej, zajmując pierwsze miejsce z piosenką „Dio, come ti amo”, wykonaną w parze z Gigliolą Cinquetti. Utwór zajął ostatnie, 17. miejsce podczas 11. Konkursu Piosenki Eurowizji w 1966 roku.
W 1967 roku zgłosił się do udziału w 17. Festiwalu Piosenki Włoskiej z utworem „Sopra i tetti azzurri del mio pazzo amore”, jednak nie zakwalifikował się do finału. Podobnie zakończył się jego udział w kolejnej edycji festiwalu, podczas którego zaprezentował kompozycję „Il posto mio”. W 1971 roku wokalista zajął szóste miejsce podczas 21. Festiwalu Piosenki Włoskiej w San Remo za wykonanie utworu „Come stai?”. W kolejnej edycji konkursu zajął 14. miejsce z piosenką „Un calcio alla città”, a w 1974 roku zakończył udział na drugim miejscu z utworem „Questa è la mia vita”.

### Kariera filmowa
Modugno wystąpił w ponad 44 produkcjach filmowych, zagrał główną rolę w filmie Appuntamento a Ischia w reżyserii Mario Mattoliego.

### Kariera polityczna
W latach 1987–1990 był posłem do Izby Deputowanych X kadencji z ramienia Partii Radykalnej.

### Życie prywatne
W 1994 roku zmarł w Lampedusie na zawał serca, mając 66 lat, pochowany na Cmentarzu Flamińskim w Rzymie.